# Костромське намісництво
Костромське́ намі́сництво (рос. Костромское наместничество) — адміністративно-територіальна одиниця в Російській імперії в 1778–1796 роках. Адміністративний центр — Кострома. Створене 1776 року на основі частин Архангелогородської, Московської і Нижньогородської губернії. Складалося з 15 повітів. 31 грудня 1796 року перетворене на Костромську губернію.

## Історія
- 29 травня 1719 року створено Костромську провінцію в Московській губернії та Галицьку провінцію в Архангелогородській губернії.
- 6 березня 1778 року з цих двох провінцій було створено Костромське намісництво, яке поділялось на дві області: Костромську з центром в Костромі й Унженську з центром в Унжі.
- 12 грудня 1796 року намісництво перетворено на Костромську губернію, міста Буй, Кадий, Лух і Плес залишені за штатом.

## Повіти
1. Буйський
2. Варнавинський
3. Ветлузький
4. Галицький
5. Кадийський
6. Кінешемський
7. Кологривський
8. Костромський
9. Луховський
10. Макаріївський
11. Нерехтський
12. Плесовський
13. Солігалицький
14. Чухломський
15. Юрьївецький

## Карти

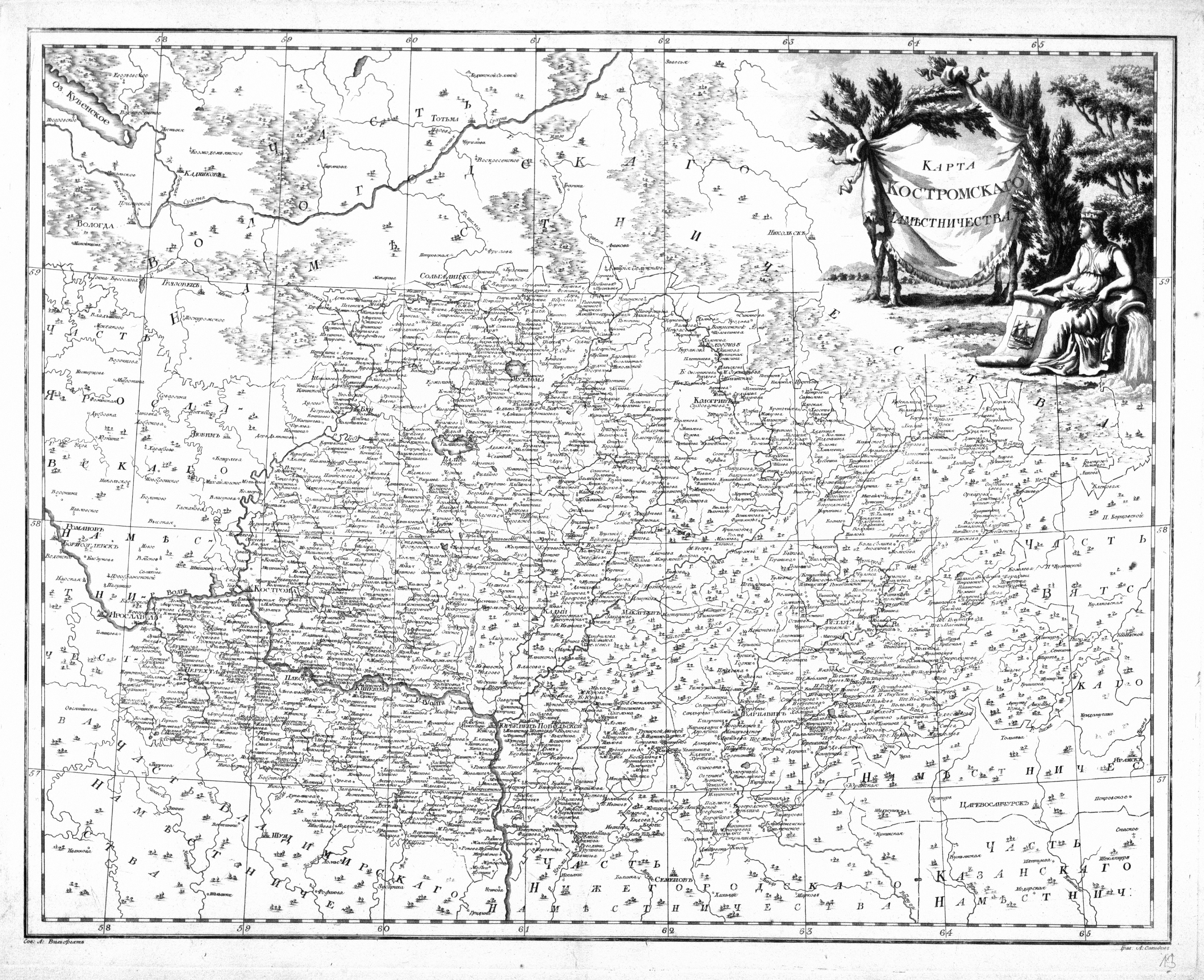
Російський атлас 1792
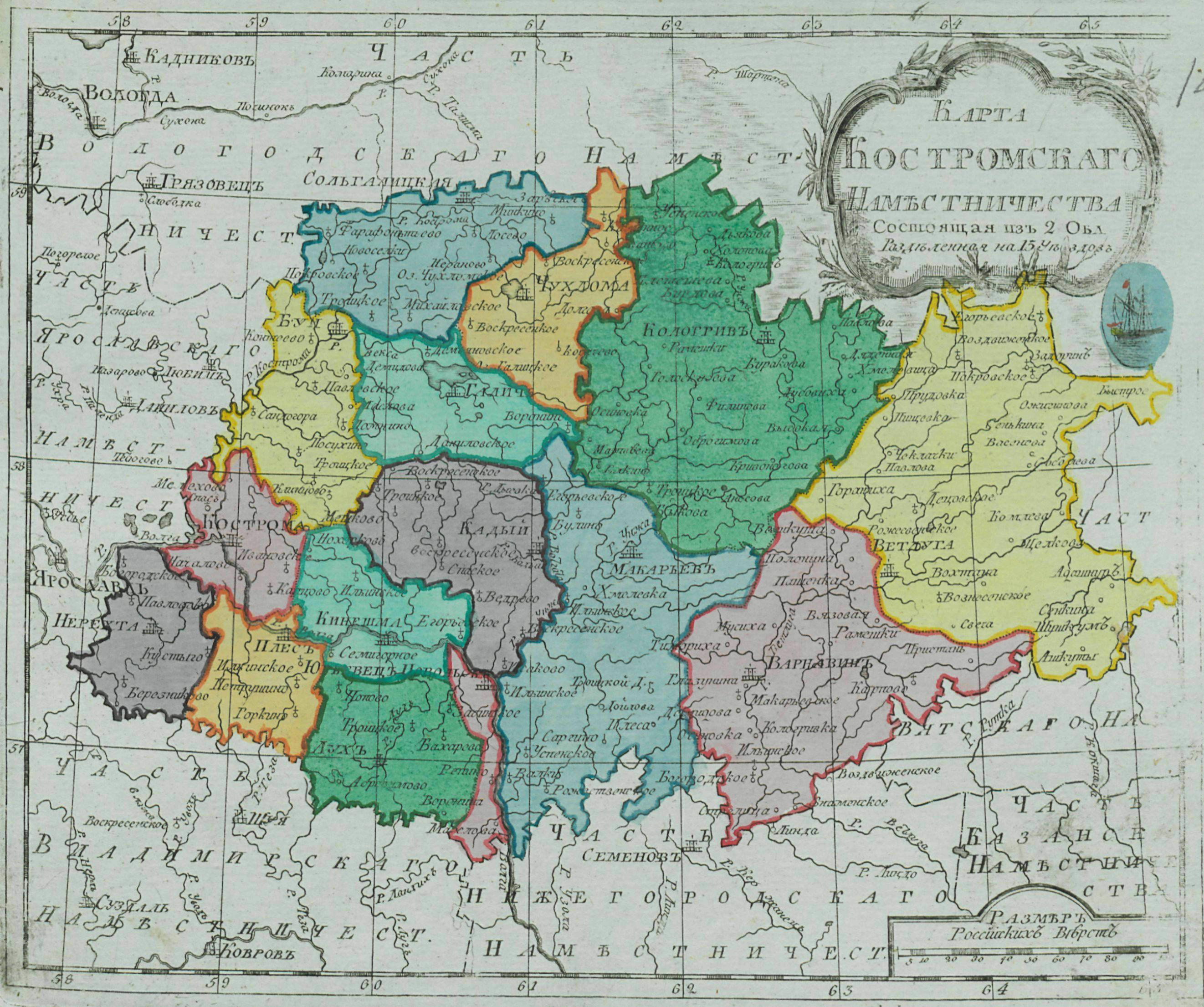
Атлас Російської імперії 1792
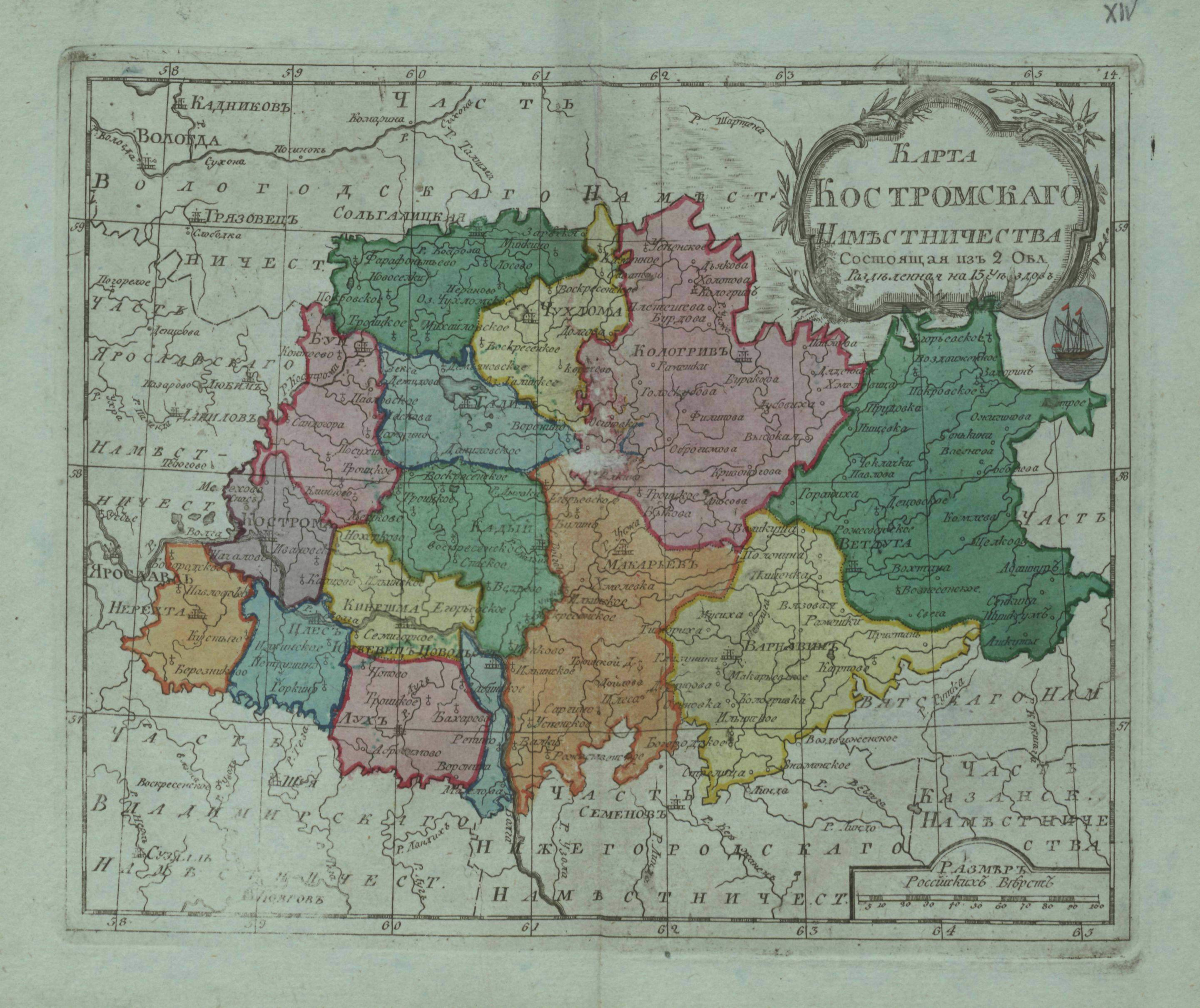
Атлас Російської імперії 1796